# ابواسحاق ابن جماعه
ابراهیم بن عبدالرحیم کُنانی، شهرت‌یافته به ابواسحاق ابن جَماعه و لقب‌گرفته به برهان‌الدین (۱۳۲۵–۱۳۸۸م) مفسر و فقیه برجستهٔ مصری - سوری در سدهٔ هشتم هجری بود. در قاهره زاده شد و در دمشق پرورش یافت و در قدس ساکن بود.

برهان الدین به خطابت نیز اشتغال ورزید. پدرش در سال ۷۳۹ق/۱۳۳۷م درگذشت و او خطیب قدس برگزیده شد. سپس تدریس در مدرسهٔ صلاحیهٔ بیت المقدس را در سال ۷۶۱ق/۱۳۵۹م عهده‌دار شد.